# Megantereon
Il megantereon (gen. Megantereon) è un felide estinto, appartenente al gruppo delle tigri dai denti a sciabola. Visse tra il Pliocene inferiore e il Pleistocene medio (circa 4,5 milioni di anni fa - 500.000 anni fa), anche se alcuni fossili databili al Miocene superiore (circa 6 milioni di anni fa) potrebbero appartenere a Megantereon. Visse in Europa, Asia, Africa e Nordamerica. È considerato un possibile antenato di Smilodon.

## Descrizione

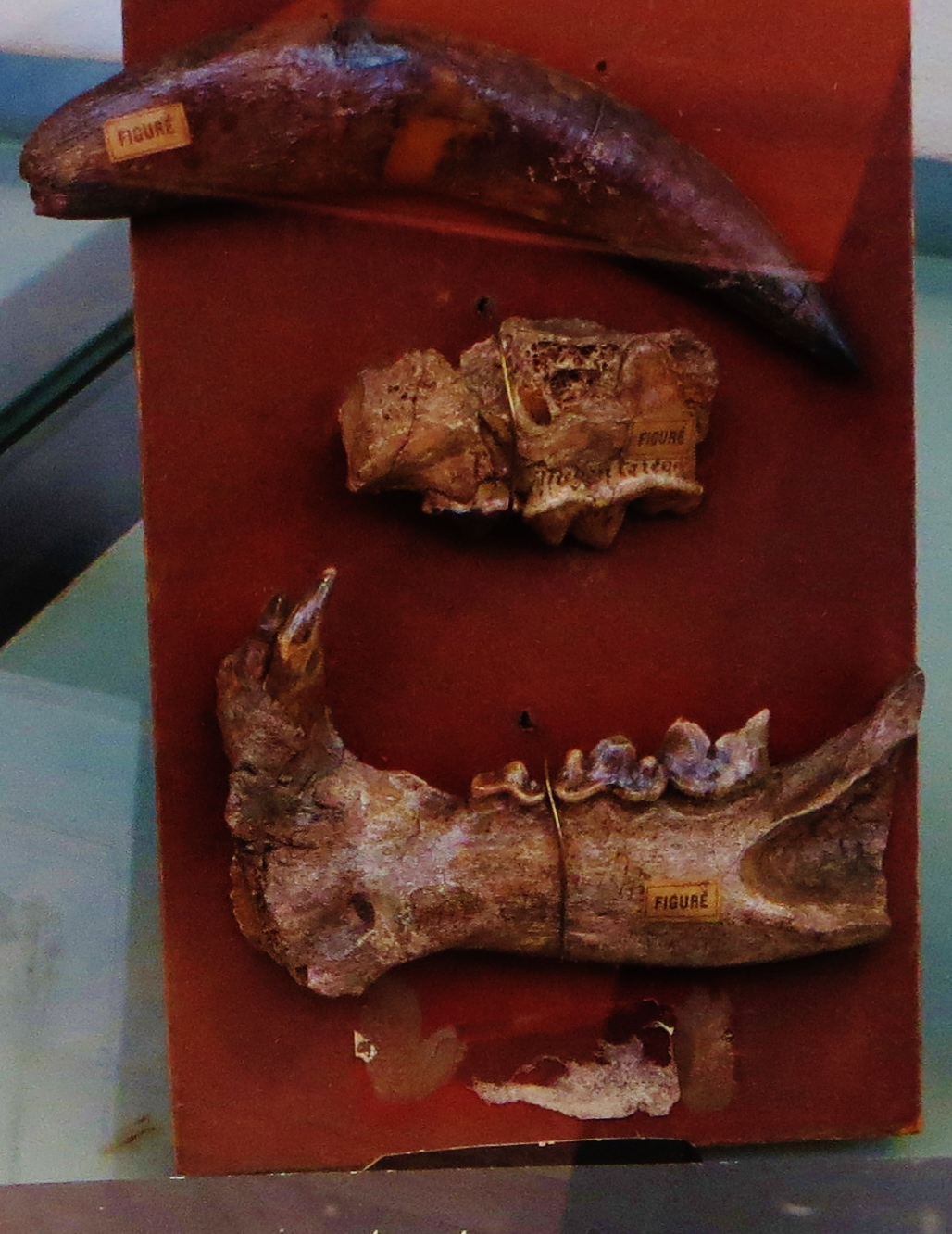
Fossili di Megantereon megantereon

Questo animale possedeva una corporatura simile a quella dell'odierno giaguaro (Panthera onca), ma doveva essere un po' più pesante; il collo, inoltre, era più allungato, mentre la regione lombare era più corta. Possedeva forti zampe anteriori, la cui metà inferiore era di dimensioni davvero grandi (paragonabili a quelle di un leone adulto). Megantereon aveva potenti muscoli del collo, sviluppati in modo tale da portare forza all'azione di squarcio esercitata dai canini superiori. Questi ultimi erano allungati e taglienti, con una sezione a forma di mandorla, ed erano protetti da flange ossee lungo la mandibola quando la bocca era chiusa.
Solitamente Megantereon era alto circa 72 centimetri al garrese; alcuni esemplari di grandi dimensioni rinvenuti in India potrebbero aver raggiunto i 150 chilogrammi di peso, ma la maggior parte delle specie eurasiatiche e nordamericane del Pliocene erano di peso sicuramente inferiore. Le specie più piccole provenienti dall'Africa e dal Pleistocene inferiore europeo pesavano tra i 60 e i 100 chilogrammi, a seconda del metodo utilizzato per stimare il peso dell'animale (Navarro e Palmqvist, 1995; Navarro e Palmqvist, 1996). Altre misurazioni suggeriscono un peso compreso tra i 100 e i 160 chilogrammi per le specie del Pleistocene inferiore europeo (Garcia e Virgos, 2007).

## Classificazione

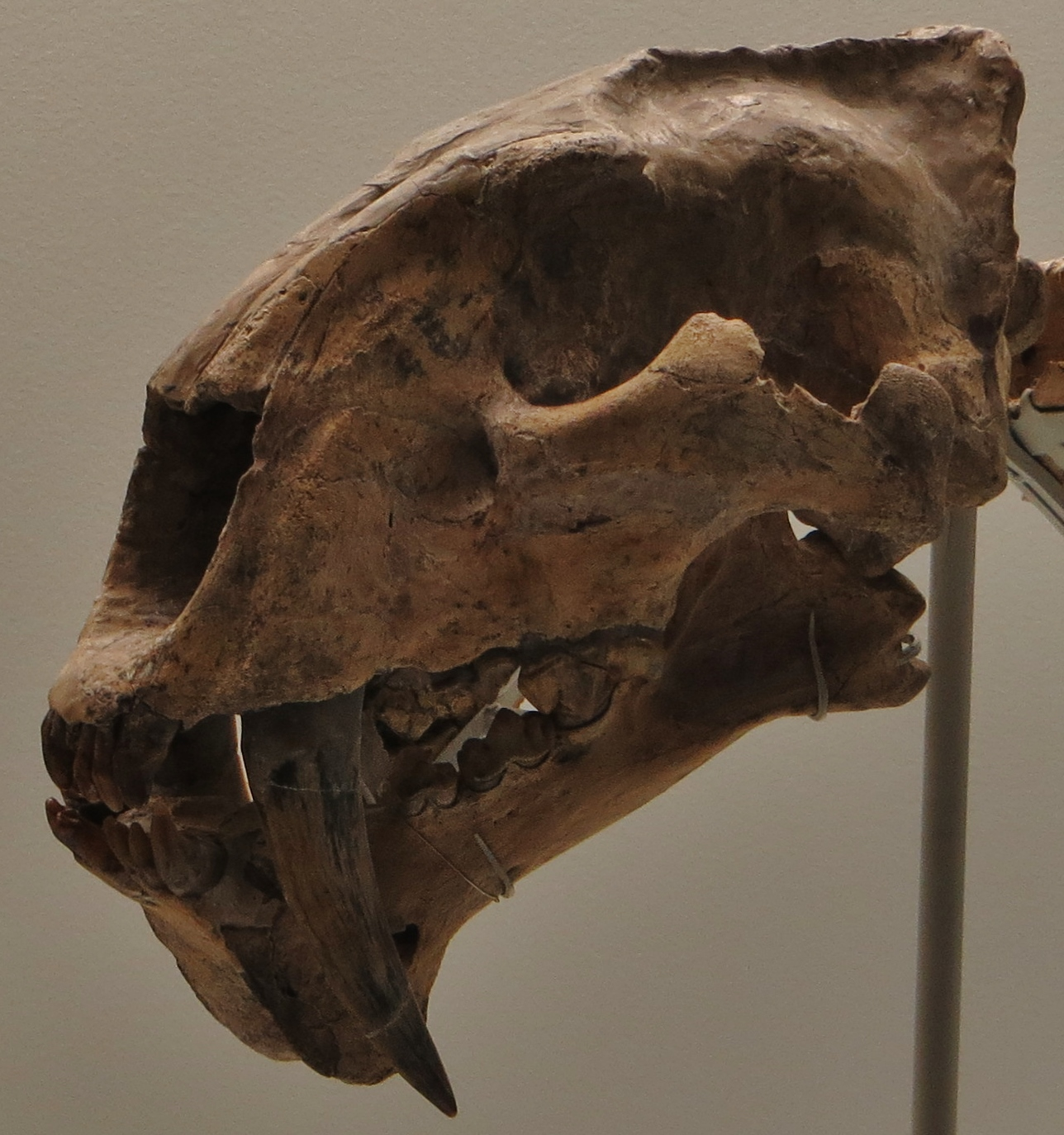
Cranio di Megantereon cultridens

Descritto per la prima volta nel 1828 da Croizet e Jobert, il genere Megantereon è basato sulla specie tipo Megantereon cultridens, tipica del Pliocene europeo, da alcuni ritenuta l'unica appartenente a questo genere (con varie sottospecie). A Megantereon sono solitamente attribuite anche altre specie, tra le quali probabilmente valide sono M. whitei (tipicamente africana, ma con alcuni rappresentanti europei del Pleistocene inferiore) e M. falconeri (Pliocene superiore - Pleistocene medio dell'Asia). La specie M. microta è stata descritta nel 2015 e proviene dalla Cina meridionale, da terreni del Pleistocene inferiore. Altre specie variamente ritenute valide sono M. inexpectatus, M. nihowanensis, M. vakhshensis, M. hesperus, M. ekidoit e M. megantereon.
I più antichi resti fossili confermati di Megantereon provengono dal Pliocene inferiore del Nordamerica (circa 4,5 milioni di anni fa); nel corso del Pliocene il genere Megantereon si diffonde in Africa (ad esempio in Kenya) e verso la fine del periodo appare in Europa e Asia (circa 2,5 milioni di anni fa). È stata quindi suggerita un'origine nordamericana per questo genere; tuttavia, fossili frammentari descritti nel 2010 e provenienti da Kenya e Ciad, datati tra i 5,7 e i 7 milioni di anni, potrebbero appartenere a Megantereon e dimostrerebbero quindi un'origine africana nel Miocene superiore (De Bonis et al., 2010). 
Megantereon potrebbe essersi evoluto da forme arcaiche di tigri dai denti a sciabola come Paramachaerodus o Promegantereon nel corso del Miocene. Alla fine del Pliocene sembra che questo animale si sia evoluto in Nordamerica nel più grosso e più specializzato Smilodon, mentre nel Vecchio Mondo sopravvisse fino al Pleistocene medio. In Sudafrica i resti più recenti sono quelli ritrovati nel sito di Elandsfontein (700 - 400.000 anni fa); i resti europei più recenti si rinvengono a Untermassfeld (circa 900.000 anni fa) e quelli asiatici sono stati ritrovati a Zho-Khou-Dien in Cina (500.000 anni fa), associati a quelli di Homo erectus. L'unico esemplare praticamente completo è stato ritrovato a Senéze, in Francia, ma molti esemplari della specie M. cultridens sono stati ritrovati anche in Italia, ad esempio in Valdarno.

## Paleoecologia e paleobiologia

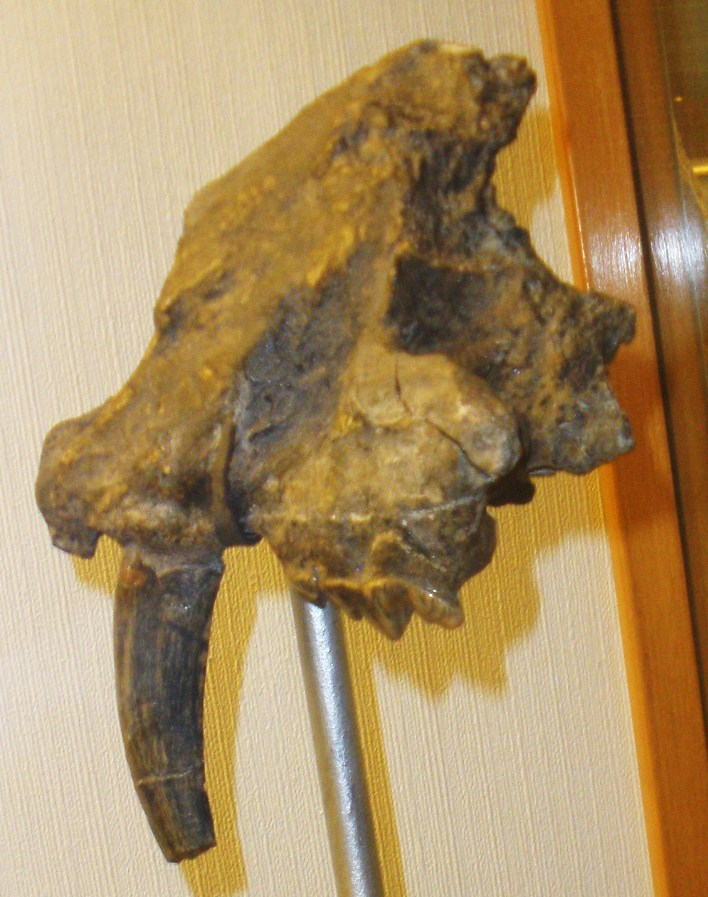
Parte del cranio di Megantereon cultridens

In Europa, Megantereon potrebbe essere stato un predatore di artiodattili di grandi dimensioni, di cavalli o forse anche di giovani rinoceronti ed elefanti (Christiansen e Adolfsen, 2007). È improbabile che Megantereon si limitasse a mordere la sua preda: i lunghi canini superiori non erano sufficientemente forti e robusti per evitare di spezzarsi durante la lotta con la preda. È possibile quindi che Megantereon e i suoi stretti parenti mordessero la preda e poi si allontanassero, lasciandola sanguinare fino a quando le energie venivano a mancare; si suppone che Megantereon usasse i lunghi canini per praticare un morso potente sulla gola delle prede, tagliando gran parte dei nervi e dei vasi sanguigni. Anche se i denti rischiavano di venir danneggiati, la preda veniva uccisa in modo abbastanza veloce da evitare qualunque tipo di lotta (Turner, 1997). 
Nel sito di Dmanisi, in Georgia, vi sono prove che indicano un'interazione tra Megantereon e Homo erectus. Un cranio di H. erectus, infatti, mostra ferite nella zona occipitale che combaciano con le dimensioni dei denti a sciabola di Megantereon. A causa della posizione delle tracce del morso, sembra probabile che l'ominide sia stato attaccato dalla parte anteriore e superiore del cranio, e che il morso sia stato esercitato da un esemplare che ha visto l'ominide come un potenziale rivale; altre tracce di morsi di macairodonti sono state rinvenute su predatori rivali (inclusi altri macairodonti), e le ferite indicano tutte un comportamento aggressivo a causa di una competizione percepita. L'ominide probabilmente cercò di fuggire, visto che non vi sono tracce di predazione o di saprofagia, ma la ferita deve essere risultata fatale.